# Hệ số UEFA
Hệ số UEFA trong bóng đá châu Âu được thống kê để sử dụng trong việc xếp hạng và xếp hạt giống trong các giải đấu quốc tế và cấp câu lạc bộ. Ra mắt vào năm 1979, hệ số này được UEFA, tổ chức quản lý bóng đá châu Âu tính toán.
Có ba loại hệ số được tính toán dành cho các giải đấu bóng đá nam:
- Hệ số đội tuyển quốc gia: dùng để xếp hạng các đội tuyển quốc gia, làm hạt giống cho vòng loại và vòng chung kết các giải vô địch châu Âu UEFA Euro.
- Hệ số quốc gia: dùng để xếp hạng thành tích tập thể các câu lạc bộ của mỗi liên đoàn thành viên, xác định số suất và vòng đấu các câu lạc bộ được tham dự UEFA Champions League và UEFA Europa League.
- Hệ số câu lạc bộ: dùng để xếp hạng từng câu lạc bộ, làm hạt giống cho UEFA Champions League và UEFA Europa League.

Mặc dù không được trình bày ở đây, hệ số UEFA cũng được thống kê theo phương pháp tương tự dành cho các giải đấu của nữ như UEFA Euro nữ và UEFA Champions League nữ, hay các giải trẻ như giải vô địch U-21.

## Hệ số đội tuyển quốc gia
Hệ số đội tuyển quốc gia của UEFA là kết quả thi đấu của từng đội tuyển quốc gia châu Âu và được duy nhất UEFA tính toán hai năm một lần vào tháng 11; hệ số được xác định vào thời điểm tất cả các quốc gia thành viên UEFA kết thúc vòng loại của World Cup hoặc giải vô địch châu Âu tiếp theo.
Mục đích của việc tính toán hệ số nhằm xác lập một bảng xếp hạng UEFA chính thức sử dụng làm căn cứ xếp hạt giống các quốc gia châu Âu, phục vụ cho việc bốc thăm các bảng vòng loại và vòng chung kết các giải vô địch châu Âu. Trước đây cho đến năm 2006, hệ số đội tuyển quốc gia UEFA cũng được dùng xếp hạt giống để bốc thăm các bảng vòng loại World Cup khu vực châu Âu, trong khi đó việc bốc thăm vòng chung kết World Cup lại sử dụng hạt giống căn cứ vào bảng xếp hạng FIFA chính thức. Lý do mà UEFA ngừng sử dụng hệ số đội tuyển quốc gia UEFA để xếp hạt giống cho các bảng vòng loại World Cup là bởi yêu cầu của FIFA chỉ sử dụng bảng xếp hạng FIFA trong việc xếp hạt giống các đợt bốc thăm liên quan đến vòng chung kết World Cup.

### Phương pháp tính và xếp hạng cũ
Được giới thiệu lần đầu tiên vào năm 2003 và dùng để xếp hạt giống cho vòng chung kết Euro 2004 và vòng loại World Cup 2006. Cho đến khi kết thúc vòng chung kết Euro 2008, hệ số đội tuyển quốc gia UEFA được tính bằng cách chia tất cả số điểm đạt được (ba điểm cho một trận thắng, một điểm cho một trận hòa) cho tất cả số trận đã đấu trong hai vòng loại gần nhất của giải vô địch thế giới hoặc giải vô địch châu Âu. Kết quả của vòng chung kết, các trận play-off và các trận giao hữu đều không được tính đến. Khi đó sẽ có trường hợp nếu một quốc gia không tham dự một trong hai vòng loại gần nhất do đã vượt qua vòng loại với tư cách chủ nhà thì chỉ có kết quả của một vòng loai được tính đến.
Nếu hai hoặc nhiều hơn đội tuyển quốc gia kết thúc với hệ số bằng nhau, tiêu chí xếp hạng sau đây được áp dụng:
1. Hệ số cao nhất của các trận đã đấu trong vòng loại gần nhất.
2. Hiệu số bàn thắng trung bình mỗi trận cao nhất, được tính bằng cách chia tổng hiệu số bàn thắng cho tổng số trận được xếp hạng.
3. Số bàn thắng trung bình ghi được mỗi trận cao nhất.
4. Số bàn thắng trung bình mỗi trận sân khách cao nhất.
5. Bốc thăm.

Ba kỳ cuối cùng UEFA sử dụng phương pháp tính này là vào các năm 2003 Lưu trữ ngày 18 tháng 3 năm 2012 tại Wayback Machine, 2005 Lưu trữ ngày 18 tháng 3 năm 2012 tại Wayback Machine and 2007 Lưu trữ ngày 18 tháng 3 năm 2012 tại Wayback Machine.

### Phương pháp tính và xếp hạng hiện tại
Vào ngày 20 tháng 5 năm 2008, UEFA công bố thay đổi hệ thống xếp hạng hệ số. Bảng xếp hạng vẫn được tính hai năm một lần vào tháng 11 nhưng được tính theo hệ thống mới, giờ đây các đội tuyển giành được điểm xét hạng cho mỗi trận đã đấu trong cả chu kỳ đã kết thúc gần nhất (được xác định là tất cả các trận vòng loại và vòng chung kết) của cả giải vô địch thế giới và giải vô địch châu Âu, cộng thêm điểm xếp hạng cho mỗi trận đã đấu trong nửa chu kỳ gần nhất (được xác định là tất cả các trận đã đấu ở vòng loại). Điểm xét hạng của các trận đã đấu trong hai chu kỳ rưỡi trên sẽ được ghi nhận theo nguyên tắc dưới đây.
1. 10.000 điểm dành cho mỗi trận đã đấu bất kể kết quả của trận đấu.
2. Mỗi đội tuyển nhận thêm 30.000 điểm cho một trận thắng và 10.000 cho một trận hòa.
3. Trường hợp trận đấu phải quyết định bằng loạt đá penalty, số điểm được tính như một trận hòa trong đó đội thắng loạt đá penalty được nhận thêm 10.000 điểm.
4. Mỗi trận đấu tại vòng chung kết hoặc vòng play-off để xác định đội vượt qua vòng loại sẽ được thêm điểm thưởng, dao động từ 6.000 điểm cho vòng play-off hoặc vòng bảng World Cup đến 38.000 điểm cho trận chung kết.
5. Mỗi bàn thắng ghi được nhận được 501 điểm, mỗi bàn thua bị trừ 500 điểm.
6. Hệ số được tính cho mỗi hai chu kỳ rưỡi bằng cách chia chia tổng số điểm đạt được cho tổng số trận đã đấu.
7. Khi tính toán hệ số trung bình của hai chu kỳ rưỡi, chu kỳ gần nhất và nửa chu kỳ sẽ được tính gấp đôi so với chu kỳ trước đó.
8. Cách tính đặc biệt được áp dụng cho các đội tuyển không tham dự một trong các vòng loại vì lý do là chủ nhà của vòng chung kết.

#### Xếp hạng cuối cùng (năm 2017)
Hệ số năm 2017 để xác định đội hạt giống và các nhóm trong lễ bốc thăm vòng bảng UEFA Nations League 2018-19 được tính bằng trung bình như sau:
- 40% số điểm xét hạng trung bình mỗi trận nhận được từ Vòng loại FIFA World Cup 2018
- 40% số điểm xét hạng trung bình mỗi trận nhận được từ Vòng loại và Vòng chung kết UEFA Euro 2016
- 20% số điểm xét hạng trung bình mỗi trận nhận được từ Vòng loại và Vòng chung kết FIFA World Cup 2014.

Xếp hạng căn cứ vào hệ số UEFA được xác định vào ngày 11 tháng 10 năm 2017 như dưới đây:
| Đội              | Hệ số  | Hạng |
| ---------------- | ------ | ---- |
| Đức              | 40,747 | 1    |
| Bồ Đào Nha       | 38,655 | 2    |
| Bỉ               | 38,123 | 3    |
| Tây Ban Nha      | 37,311 | 4    |
| Pháp             | 36,617 | 5    |
| Anh              | 36,231 | 6    |
| Thụy Sĩ          | 34,986 | 7    |
| Ý                | 34,426 | 8    |
| Ba Lan           | 32,982 | 9    |
| Iceland          | 31,155 | 10   |
| Croatia          | 31,139 | 11   |
| Hà Lan           | 29,866 | 12   |
| Áo               | 29,418 | 13   |
| Wales            | 29,269 | 14   |
| Nga              | 29,258 | 15   |
| Slovakia         | 28,555 | 16   |
| Thụy Điển        | 28,487 | 17   |
| Ukraina          | 28,286 | 18   |
| Cộng hòa Ireland | 28,249 | 19   |

| Đội                  | Hệ số  | Hạng |
| -------------------- | ------ | ---- |
| Bosna và Hercegovina | 28,200 | 20   |
| Bắc Ireland          | 27,127 | 21   |
| Đan Mạch             | 27,052 | 22   |
| Cộng hòa Séc         | 27,028 | 23   |
| Thổ Nhĩ Kỳ           | 26,538 | 24   |
| Hungary              | 26,486 | 25   |
| România              | 26,057 | 26   |
| Scotland             | 25,662 | 27   |
| Slovenia             | 25,148 | 28   |
| Hy Lạp               | 24,931 | 29   |
| Serbia               | 24,847 | 30   |
| Albania              | 24,430 | 31   |
| Na Uy                | 24,208 | 32   |
| Montenegro           | 23,912 | 33   |
| Israel               | 22,792 | 34   |
| Bulgaria             | 22,091 | 35   |
| Phần Lan             | 20,501 | 36   |
| Síp                  | 19,491 | 37   |
| Estonia              | 19,441 | 38   |

| Đội            | Hệ số  | Hạng |
| -------------- | ------ | ---- |
| Litva          | 18,101 | 39   |
| Azerbaijan     | 17,761 | 40   |
| Bắc Macedonia  | 17,071 | 41   |
| Belarus        | 16,868 | 42   |
| Gruzia         | 16,523 | 43   |
| Armenia        | 15,846 | 44   |
| Latvia         | 15,821 | 45   |
| Quần đảo Faroe | 15,490 | 46   |
| Luxembourg     | 14,231 | 47   |
| Kazakhstan     | 13,431 | 48   |
| Moldova        | 13,130 | 49   |
| Liechtenstein  | 10,950 | 50   |
| Malta          | 10,870 | 51   |
| Andorra        | 10,240 | 52   |
| Kosovo         | 9,950  | 53   |
| San Marino     | 8,190  | 54   |
| Gibraltar      | 7,550  | 55   |

Từ năm 2017, UEFA không còn áp dụng Hệ số đội tuyển quốc gia của UEFA, thay vào đó vòng loại Euro sẽ sử dụng thứ hạng sau vòng League của UEFA Nations League được tổ chức 2 năm 1 lần, còn vòng chung kết Euro sẽ sử dụng bảng xếp hạng tổng tại vòng loại bảng UEFA Euro năm đó.

## Hệ số Quốc gia

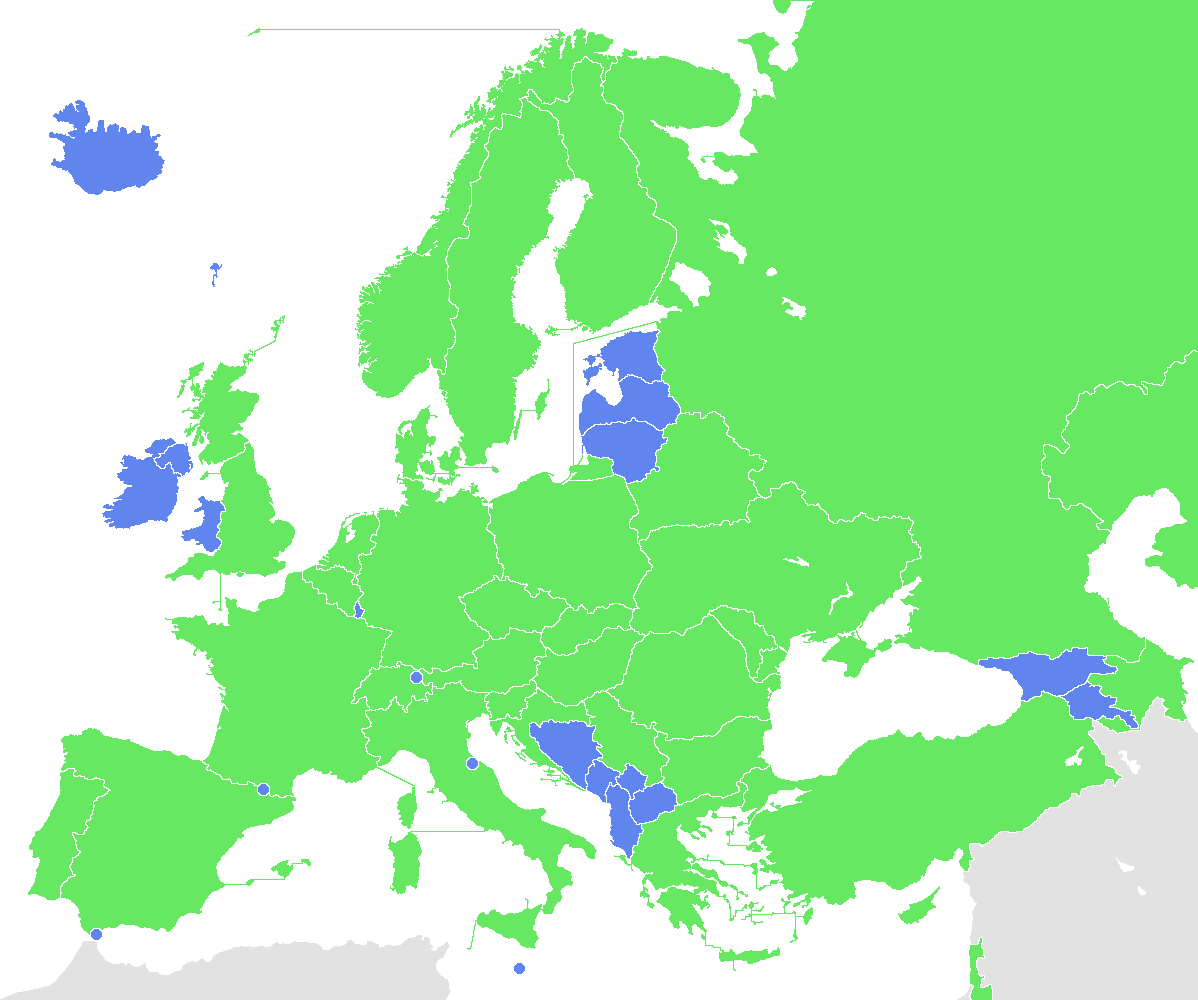
Bản đồ các thành viên UEFA có đội bóng đã từng lọt vào vòng đấu bảng UEFA Champions League
Thành viên UEFA đã từng hiện diện ở vòng đấu bảng
Thành viên UEFA chưa từng hiện diện ở vòng đấu bảng
Không phải thành viên UEFA

Hệ số Quốc gia được sử dụng để xếp hạng các hiệp hội bóng đá Châu Âu và xác định số lượng các câu lạc bộ của mỗi quốc gia được tham dự UEFA Champions League, UEFA Europa League và UEFA Europa Conference League.
Bảng xếp hạng của UEFA xác định số lượng đội bóng sẽ thi đấu vào hai mùa bóng sau chứ không phải mùa bóng ngay sau khi bảng xếp hạng được công bố. Có nghĩa là bảng xếp hạng sau khi kết thúc mùa bóng 2017–18 sẽ xác định số đội được phân bổ cho mỗi quốc gia vào mùa bóng 2019–20 chứ không phải mùa bóng 2018–19. Việc này không liên quan đến sự lựa chọn đội nào được phân bổ thông qua giải vô địch và cup quốc gia của các hiệp hội (được chọn ngay của mùa bóng vừa kết thúc).
Hệ số này được xác định từ kết quả của các câu lạc bộ của các quốc gia thi đấu trong các giải UEFA Champions League và giải UEFA Europa League trong 5 năm vừa qua. Mỗi chiến thắng của một câu lạc bộ được tính 2 điểm, một trận hòa được tính 1 điểm (số điểm bị chia đôi ở vòng loại và vòng playoff). Chiến thắng sau thời gian thi đấu hiệp phụ được tính điểm nhưng chiến thắng sau loạt đá penalty không được tính điểm, điểm thưởng được tính cho đội vượt qua vòng loại để vào vòng tiếp theo của giải UEFA Champions League hay giải UEFA Europa League. Tổng số điểm đạt được của mỗi mùa sẽ được chia đều cho tổng số đội của quốc gia tham dự trong mùa bóng đó. Số điểm sẽ bị làm tròn xuống ba con số sau dấu phẩy (ví dụ. 2⅔ làm tròn còn 2.666).
Để xác định hệ số của một quốc gia vào một mùa bóng nào đó căn cứ vào tổng hệ số của 5 mùa liền trước. Điểm thưởng cũng được cộng vào tổng số điểm của một mùa. Điểm thưởng như sau:
- Câu lạc bộ vào đến tứ kết, bán kết, hoặc chung kết của cả giải UEFA Champions League lẫn giải UEFA Europa League được 1 điểm thưởng.
- Câu lạc bộ vào đến vòng bảng của UEFA Champions League được 4 điểm thưởng.
- Câu lạc bộ vào đến vòng 16 đội của UEFA Champions League được 5 điểm thưởng.

### Xếp hạng hiện tại
Bảng xếp hạng dưới đây sẽ tính đến kết quả của mỗi hiệp hội trong các giải đấu châu Âu từ mùa giải 2014-15 đến mùa giải 2018-19, với mùa giải 2018-19 đang diễn ra.
Bảng xếp hạng cuối cùng vào cuối mùa 2018-19 sẽ được sử dụng để xác định số lượng đội của mỗi hiệp hội tham dự giải Champions League 2019-20 và giải UEFA Europa League 2019-20.
Đến ngày 26 tháng 8 năm 2021 hệ số như sau:
| Xếp hạng | Xếp hạng | Xếp hạng | Thành viên hiệp hội (L: Giải, C: Cúp, LC: Cúp Liên đoàn1) | Hệ số                     | Hệ số                     | Hệ số     | Hệ số     | Hệ số     | Hệ số     | Số đội | Số đội mùa 2021-2022 | Số đội mùa 2021-2022 | Số đội mùa 2021-2022 |
| 2021     | 2020     | +/-      | Thành viên hiệp hội (L: Giải, C: Cúp, LC: Cúp Liên đoàn1) | 2017-2018                 | 2018-2019                 | 2019-2020 | 2020-2021 | 2021-2022 | Tổng cộng | Số đội | CL                   | EL                   | Tổng                 |
| -------- | -------- | -------- | --------------------------------------------------------- | ------------------------- | ------------------------- | --------- | --------- | --------- | --------- | ------ | -------------------- | -------------------- | -------------------- |
| 1        | 1        | —        | Anh (L, C, LC1)                                           | 20.071                    | 22.642                    | 18.571    | 24.537    | 2.285     | 87.926    | 2/7    | 4                    | 3                    | 7                    |
| 2        | 2        | —        | Tây Ban Nha (L, C)                                        | 19.714                    | 19.571                    | 18.928    | 19.500    | 2.857     | 80.570    | 0/7    | 4                    | 3                    | 7                    |
| 3        | 3        | —        | Ý (L, C)                                                  | 17.333                    | 12.642                    | 14.928    | 16.285    | 2.428     | 63.616    | 0/7    | 4                    | 3                    | 7                    |
| 4        | 4        | —        | Đức (L, C)                                                | 9.857                     | 15.214                    | 18.714    | 15.214    | 2.428     | 61.427    | 0/7    | 4                    | 3                    | 7                    |
| 5        | 6        | +1       | Bồ Đào Nha (L, C)                                         | 9.666                     | 10.900                    | 10.300    | 9.600     | 3.750     | 44.216    | 0/5    | 3                    | 3                    | 6                    |
| 6        | 5        | -1       | Pháp (L, C, LC1)                                          | 11.500                    | 10.583                    | 11.666    | 7.916     | 1.833     | 43.498    | 0/6    | 3                    | 3                    | 6                    |
| 7        | 9        | +2       | Hà Lan (L, C)                                             | 2.900                     | 8.600                     | 9.400     | 9.200     | 3.000     | 33.100    | 0/5    | 2                    | 3                    | 5                    |
| 8        | 14       | +6       | Scotland (L, C)                                           | 4.000                     | 6.750                     | 9.750     | 8.500     | 2.200     | 31.200    | 0/4    | 2                    | 3                    | 5                    |
| 9        | 9        | —        | Nga (L, C)                                                | 12.600                    | 7.583                     | 4.666     | 4.333     | 1.500     | 30.682    | 0/6    | 2                    | 3                    | 5                    |
| 10       | 11       | –1       | Áo (L, C)                                                 | 9.750                     | 6.200                     | 5.800     | 6.700     | 1.600     | 30.050    | 0/5    | 2                    | 3                    | 5                    |
| 8        | 9        | +1       | Bỉ (L, C)                                                 | 9.600                     | 7.400                     | 12.500    | 2.600     | 7.800     | 39.900    | 0/5    | 2                    | 3                    | 5                    |
| 9        | 8        | –1       | Ukraina (L, C)                                            | 10.000                    | 9.800                     | 5.500     | 8.000     | 5.600     | 38.900    | 0/5    | 2                    | 3                    | 5                    |
| 10       | 10       | —        | Thổ Nhĩ Kỳ (L, C)                                         | 6.000                     | 6.600                     | 9.700     | 6.800     | 5.500     | 34.600    | 0/5    | 2                    | 3                    | 5                    |
| 13       | 13       | —        | Cộng hòa Séc (L, C)                                       | 3.875                     | 7.300                     | 5.500     | 5.500     | 6.500     | 28.675    | 0/5    | 2                    | 3                    | 5                    |
| 14       | 15       | +1       | Hy Lạp (L, C)                                             | 6.200                     | 5.400                     | 5.800     | 5.100     | 5.100     | 27.600    | 0/5    | 2                    | 3                    | 5                    |
| 15       | 16       | +1       | Croatia (L, C)                                            | 6.875                     | 4.500                     | 5.125     | 5.125     | 5.750     | 27.375    | 0/4    | 2                    | 3                    | 5                    |
| 16       | 17       | +1       | Đan Mạch (L, C)                                           | 2.900                     | 5.500                     | 8.500     | 5.250     | 4.875     | 27.025    | 0/4    | 1                    | 3                    | 4                    |
| 17       | 12       | –5       | Thụy Sĩ (L, C)                                            | 6.900                     | 5.300                     | 4.300     | 6.500     | 3.900     | 26.900    | 0/5    | 1                    | 3                    | 4                    |
| 18       | 19       | +1       | Síp (L, C)                                                | 3.300                     | 3.000                     | 5.500     | 7.000     | 6.125     | 24.925    | 0/4    | 1                    | 3                    | 4                    |
| 19       | 25       | +6       | Serbia (L, C)                                             | 2.750                     | 4.250                     | 2.875     | 6.375     | 6.000     | 22.250    | 0/4    | 1                    | 3                    | 4                    |
| 21       | 27       | +6       | Belarus (L, C)                                            | 5.500                     | 5.125                     | 3.000     | 3.250     | 5.000     | 21.875    | 0/4    | 1                    | 3                    | 4                    |
| 22       | 22       | —        | Thụy Điển (L, C)                                          | 3.900                     | 4.750                     | 2.750     | 5.375     | 4.125     | 20.900    | 0/4    | 1                    | 3                    | 4                    |
| 23       | 29       | +6       | Na Uy (L, C)                                              | 2.200                     | 7.250                     | 1.375     | 4.000     | 5.375     | 20.200    | 0/4    | 1                    | 3                    | 4                    |
| 24       | 28       | +4       | Kazakhstan (L, C)                                         | 3.375                     | 4.625                     | 2.750     | 4.250     | 4.250     | 19.250    | 0/4    | 1                    | 3                    | 4                    |
| 25       | 21       | –4       | Ba Lan (L, C)                                             | 4.750                     | 5.500                     | 3.875     | 2.875     | 2.250     | 19.250    | 0/4    | 1                    | 3                    | 4                    |
| 26       | 23       | –3       | Azerbaijan (L, C)                                         | 3.625                     | 4.375                     | 4.250     | 4.375     | 2.375     | 19.000    | 0/4    | 1                    | 3                    | 4                    |
| 27       | 18       | –9       | Israel (L, C)                                             | 1.375                     | 2.250                     | 6.750     | 5.625     | 2.625     | 18.625    | 0/4    | 1                    | 3                    | 4                    |
| 28       | 24       | –4       | Bulgaria (L, C)                                           | 4.250                     | 1.000                     | 4.250     | 4.000     | 4.000     | 17.500    | 0/4    | 1                    | 3                    | 4                    |
| 29       | 20       | –9       | România (L, C)                                            | 5.125                     | 2.250                     | 3.300     | 2.900     | 2.375     | 15.950    | 0/4    | 1                    | 3                    | 4                    |
| 30       | 32       | +2       | Slovakia (L, C)                                           | 2.750                     | 3.750                     | 2.125     | 1.875     | 5.125     | 15.625    | 0/4    | 1                    | 3                    | 4                    |
| 31       | 30       | –1       | Slovenia (L, C)                                           | 4.000                     | 1.000                     | 2.250     | 4.625     | 3.125     | 15.000    | 0/4    | 1                    | 3                    | 4                    |
| 32       | 31       | –1       | Liechtenstein (C2)                                        | 2.500                     | 5.000                     | 2.500     | 2.000     | 1.500     | 13.500    | 0/1    | 0                    | 1                    | 1                    |
| 33       | 36       | +3       | Hungary (L, C)                                            | 2.125                     | 1.625                     | 1.875     | 1.625     | 3.250     | 10.500    | 0/4    | 1                    | 3                    | 4                    |
| 34       | 37       | +3       | Macedonia (L, C)                                          | 1.125                     | 1.500                     | 1.250     | 3.125     | 1.000     | 8.000     | 0/4    | 1                    | 3                    | 4                    |
| 35       | 33       | –2       | Moldova (L, C)                                            | 1.750                     | 1.250                     | 0.875     | 2.750     | 1.125     | 7.750     | 0/4    | 1                    | 3                    | 4                    |
| 36       | 34       | –2       | Albania (L, C)                                            | 0.875                     | 2.125                     | 0.875     | 2.625     | 1.000     | 7.500     | 0/4    | 1                    | 3                    | 4                    |
| 37       | 39       | +2       | Cộng hòa Ireland (L, C)                                   | 2.000                     | 0.700                     | 2.625     | 1.125     | 1.000     | 7.450     | 0/4    | 1                    | 3                    | 4                    |
| 38       | 38       | —        | Phần Lan (L, C)                                           | 2.400                     | 1.000                     | 1.750     | 1.250     | 0.875     | 7.275     | 0/4    | 1                    | 3                    | 4                    |
| 39       | 35       | –4       | Iceland (L, C)                                            | 2.500                     | 1.125                     | 1.000     | 1.125     | 1.500     | 7.250     | 0/4    | 1                    | 3                    | 4                    |
| 40       | 40       | —        | Bosna và Hercegovina (L, C)                               | 1.750                     | 1.500                     | 0.500     | 1.375     | 2.000     | 7.125     | 0/4    | 1                    | 3                    | 4                    |
| 41       | 43       | +2       | Litva (L, C)                                              | 0.500                     | 0.750                     | 0.500     | 2.375     | 2.625     | 6.750     | 0/4    | 1                    | 3                    | 4                    |
| 42       | 41       | –1       | Latvia (L, C)                                             | 0.250                     | 1.625                     | 1.375     | 0.750     | 1.625     | 5.625     | 0/4    | 1                    | 3                    | 4                    |
| 43       | 48       | +5       | Luxembourg (L, C)                                         | 0.500                     | 0.750                     | 0.750     | 0.875     | 2.625     | 5.500     | 0/4    | 1                    | 3                    | 4                    |
| 44       | 46       | +2       | Armenia (L, C)                                            | 0.375                     | 1.625                     | 1.125     | 0.625     | 1.500     | 5.250     | 0/4    | 1                    | 3                    | 4                    |
| 45       | 47       | +2       | Malta (L, C)                                              | 0.125                     | 0.875                     | 1.250     | 1.375     | 1.500     | 5.125     | 0/4    | 1                    | 3                    | 4                    |
| 46       | 42       | –4       | Estonia (L, C)                                            | 1.500                     | 1.000                     | 1.375     | 0.625     | 0.500     | 5.000     | 0/4    | 1                    | 3                    | 4                    |
| 47       | 45       | –2       | Gruzia (L, C)                                             | 1.250                     | 0.625                     | 1.125     | 0.125     | 1.625     | 4.750     | 0/4    | 1                    | 3                    | 4                    |
| 48       | 50       | +2       | Wales (L, C)                                              | 0.125                     | 1.500                     | 1.000     | 0.500     | 1.000     | 4.125     | 0/4    | 1                    | 3                    | 4                    |
| 49       | 44       | –5       | Montenegro (L, C)                                         | 0.750                     | 1.000                     | 0.875     | 1.125     | 0.375     | 4.125     | 0/4    | 1                    | 3                    | 4                    |
| 50       | 51       | +1       | Quần đảo Faroe (L, C)                                     | 1.375                     | 0.375                     | 0.375     | 0.750     | 1.125     | 4.000     | 0/4    | 1                    | 3                    | 4                    |
| 51       | 52       | +1       | Gibraltar (L, C)                                          | 0.250                     | 0.750                     | 1.500     | 0.500     | 1.000     | 4.000     | 0/3    | 1                    | 3                    | 4                    |
| 52       | 49       | –3       | Bắc Ireland (L, C)                                        | 1.375                     | 0.750                     | 0.500     | 0.750     | 0.500     | 3.875     | 0/4    | 1                    | 2                    | 3                    |
| 53       | 55       | +1       | Kosovo (L3, C)                                            | Chưa phải thành viên UEFA | Chưa phải thành viên UEFA | Không dự  | 0.000     | 2.500     | 2.500     | 0/2    | 1                    | 2                    | 3                    |
| 54       | 53       | –1       | Andorra (L, C)                                            | 0.500                     | 0.166                     | 0.166     | 0.166     | 0.833     | 1.831     | 0/3    | 1                    | 2                    | 3                    |
| 55       | 54       | –1       | San Marino (L, C)                                         | 0.000                     | 0.000                     | 0.000     | 0.166     | 0.500     | 0.666     | 0/3    | 1                    | 1                    | 2                    |

1 Nhà vô địch Cúp Liên đoàn của Anh và Pháp được đưa thêm 1 đội trong UEFA Europa League bởi sự cho phép đặc biệt của UEFA (thay thế cho đội xếp hạng thấp nhất có thể có đủ điều kiện).

2 Hiệp hội bóng đá Liechtenstein không tổ chức một giải quốc gia mà cả bảy câu lạc bộ của nước này thi đấu trong Hệ thống các giải bóng đá Thụy Sĩ. Vì vậy chỉ một đại diện của Liechtenstein được thi đấu ở các giải Châu Âu là đội đoạt Cúp quốc gia Liechtenstein sẽ được thi đấu ở giải UEFA Europa League.

3 Liên đoàn bóng đá Kosovo trở thành thành viên của  UEFA vào ngày 3 tháng 5 năm 2016. Quyền tham dự giải UEFA Champions League của đội vô địch giải quốc nội của họ và giải UEFA Europa League của đội đoạt cup quốc gia của họ đã được xác nhận theo đánh giá các tiêu chí về bản quyền câu lạc bộ từ ngày 31 tháng 5 năm 2016, nhưng UEFA đã từ chối vào tháng 6 vì các câu lạc bộ đã không đạt yêu cầu về bản quyền hoặc không có sân bóng đạt yêu cầu (UEFA không cho phép họ thi đấu các trận sân nhà ở nước ngoài).
UEFA sử dụng hệ thống hệ số này để quyết định đội nào được tự động vào vòng đấu bảng và đội nào phải trải qua vòng loại. Các đội bóng nằm trong bốn vị trí dẫn đầu các giải đấu của các quốc gia xếp hạng từ 1 đến 4 được xuất tự động vào thẳng vòng đấu bảng của giải Champions League mùa bóng tiếp theo. Các đội đạt vị trí nhất và nhì của các quốc gia xếp hạng 5 và 6 cũng giành được suất tự động, các đội vô địch của của các quốc gia xếp hạng từ 7 đến 10 cũng vậy. Nhà vô địch của giải Champions League và giải Europa League cũng được tham dự giải đấu mùa tiếp theo, được đảm bảo xuất vào thẳng vòng đấu bảng.
Thông tin thêm về trường hợp của Liechtenstein và tương tự
Theo quy định của UEFA một giải vô địch quốc nội cần phải có ít nhất tám câu lạc bộ mới được coi là hợp lệ, nếu không thì không có đội nào từ giải vô địch quốc nội như vậy được tham dự các giải đấu châu Âu.
- Cả nước Liechtenstein chỉ có bảy câu lạc bộ đang hoạt động và tất cả các câu lạc bộ này đều đang thi đấu ở các giải Thụy Sĩ láng giềng.
- Giải vô địch Gibraltar từng chỉ có sáu câu lạc bộ nhưng đã tăng lên tám kể từ mùa 2013–14 nhằm đáp ứng các yêu cầu của UEFA để được tham dự các giải đấu của UEFA bắt đầu từ mùa 2014–15.[18]
- Trước khi giải Welsh Premier League hình thành năm 1992 Wales cũng chỉ có một đại diện được dự các giải châu Âu là nhà vô địch (hoặc đội bóng Wales xếp hạng cao nhất bởi vì có vài đội bóng Anh cũng tham dự) của Welsh Cup thi đấu ở UEFA Cup Winners' Cup trước đây.

## Bảng xếp hạng câu lạc bộ UEFA
Tốp 25 câu lạc bộ đứng đầu được xếp theo ngày 3 tháng 8 năm 2017.
| Xếp hạng | Xếp hạng | Xếp hạng | Câu lạc bộ             | Liên đoàn   | Hệ số   | Hệ số   | Hệ số   | Hệ số   | Hệ số   | Hệ số     | Hệ số         |
| 2018     | 2017     | TĐ       | Câu lạc bộ             | Liên đoàn   | 2013–14 | 2014–15 | 2015–16 | 2016–17 | 2017–18 | Tổng cộng | Phần Quốc gia |
| -------- | -------- | -------- | ---------------------- | ----------- | ------- | ------- | ------- | ------- | ------- | --------- | ------------- |
| 1        | 1        | —        | Real Madrid            | Tây Ban Nha | 35.00   | 29.00   | 33.00   | 33.00   | 4.00    | 134.000   | 17.842        |
| 2        | 4        | +2       | Atlético Madrid        | Tây Ban Nha | 33.00   | 22.00   | 28.00   | 29.00   | 4.00    | 116.000   | 17.842        |
| 3        | 3        | —        | Barcelona              | Tây Ban Nha | 24.00   | 34.00   | 26.00   | 23.00   | 4.00    | 111.000   | 17.842        |
| 4        | 2        | –2       | Bayern Munich          | Đức         | 27.00   | 28.00   | 29.00   | 22.00   | 4.00    | 110.000   | 12.685        |
| 5        | 5        | —        | Juventus               | Ý           | 23.00   | 29.00   | 18.00   | 33.00   | 4.00    | 107.000   | 12.116        |
| 6        | 6        | —        | Paris Saint-Germain    | Pháp        | 25.00   | 21.00   | 24.00   | 20.00   | 4.00    | 94.000    | 9.366         |
| 7        | 8        | +1       | Sevilla                | Tây Ban Nha | 22.00   | 28.00   | 23.00   | 19.00   | 2.00    | 94.000    | 17.842        |
| 8        | 7        | –1       | Borussia Dortmund      | Đức         | 22.00   | 18.00   | 17.00   | 22.00   | 4.00    | 83.000    | 12.685        |
| 9        | 12       | +3       | Manchester City        | Anh         | 19.00   | 15.00   | 26.00   | 18.00   | 4.00    | 82.000    | 12.421        |
| 10       | 9        | –1       | Benfica                | Bồ Đào Nha  | 29.00   | 8.00    | 22.00   | 17.00   | 4.00    | 80.000    | 7.883         |
| 11       | 11       | —        | Arsenal                | Anh         | 18.00   | 20.00   | 15.00   | 19.00   | 2.00    | 74.000    | 12.421        |
| 12       | 13       | +1       | Porto                  | Bồ Đào Nha  | 16.00   | 25.00   | 11.00   | 17.00   | 4.00    | 73.000    | 7.883         |
| 13       | 17       | +4       | Napoli                 | Ý           | 16.00   | 22.00   | 13.00   | 17.00   | 2.00    | 70.000    | 12.116        |
| 14       | 10       | –4       | Chelsea                | Anh         | 25.00   | 21.00   | 18.00   | 0.00    | 4.00    | 68.000    | 12.421        |
| 15       | 15       | —        | Manchester United      | Anh         | 23.00   | 0.00    | 13.00   | 26.00   | 4.00    | 66.000    | 12.421        |
| 16       | 18       | +2       | Shakhtar Donetsk       | Ukraina     | 11.00   | 17.00   | 20.00   | 14.00   | 4.00    | 66.000    | 6.906         |
| 17       | 16       | –1       | Bayer Leverkusen       | Đức         | 16.00   | 18.00   | 14.00   | 18.00   | 0.00    | 66.000    | 12.685        |
| 18       | 19       | +1       | Zenit Saint Petersburg | Nga         | 16.00   | 17.00   | 19.00   | 12.00   | 1.50    | 65.500    | 8.516         |
| 19       | 14       | –5       | Schalke 04             | Đức         | 16.00   | 17.00   | 11.00   | 18.00   | 0.00    | 62.000    | 12.685        |
| 20       | 22       | +2       | Basel                  | Thụy Sĩ     | 19.00   | 15.00   | 12.00   | 6.00    | 4.00    | 56.000    | 5.000         |
| 21       | 29       | +8       | Monaco                 | Pháp        | 0.00    | 21.00   | 5.00    | 25.00   | 4.00    | 55.000    | 9.366         |
| 22       | 24       | +2       | Fiorentina             | Ý           | 15.00   | 20.00   | 8.00    | 11.00   | 0.00    | 54.000    | 12.116        |
| 23       | 26       | +3       | Ajax                   | Hà Lan      | 10.00   | 14.00   | 6.00    | 22.00   | 1.50    | 53.500    | 5.669         |
| 24       | 25       | +1       | Dynamo Kyiv            | Ukraina     | 8.00    | 16.00   | 18.00   | 8.00    | 1.50    | 51.500    | 6.906         |
| 25       | 28       | +3       | Olympiacos             | Hy Lạp      | 18.00   | 11.00   | 10.00   | 10.00   | 2.00    | 51.000    | 4.980         |